# Zonoplusia ochreata
Zonoplusia ochreata là một loài bướm đêm trong họ Noctuidae.